# イスラム法廷会議
イスラム法廷会議（イスラムほうていかいぎ、英語: Islamic Courts Union, "ICU"、ソマリ語: Midowga Maxkamadaha Islaamiga、アラビア語: اتحاد المحاكم الإسلامية, Ittihād al-mahākim al-islāmiyya）は、ソマリアのイスラーム法学者によるイスラーム裁判所の連合体、ならびに付属する行政各事務所や警察部隊でつくる、1994年に結成された自治政府、およびその自治政府が治める地域の呼称。2006年にイスラム法廷連合から改称された。ここでは同政府によるモガディシオ制圧までの記述で「法廷連合」、その後の記述で「法廷会議」とする。

## 概要

### 支配地域の急拡大
幹部会議長はシェイフ・シャリーフ・シェイフ・アフマド、評議会議長はハッサン・ダヒール・アウェイス。1994年に結成されたイスラム法廷連合は、内戦によって崩壊した国内を、イスラム国家の樹立によって再統一することを目標に掲げ、各地に割拠する軍閥とその連合たるソマリア暫定連邦政府に対し、武力闘争を展開した。ソマリア北東部、プントランドのユスフ大統領率いる暫定政府は、法廷連合を「アルカーイダと関係のあるテロ組織」とするアメリカ合衆国の援助を受け、「平和の回復と反テロ同盟」を結成し抗戦したが、法廷連合は戦闘の勢いと清廉な行政によって軍閥支配を受けていた住民からの支持を取り付け、急速に勢力を拡大。2006年始めまでに幾度となく繰り返された両派の衝突は、同年5月の法廷連合による首都モガディシオ突入にまで激化し、2006年6月5日、法廷連合はモガディシオ制圧を宣言した。

### 支配地域での活動
法廷連合改め「イスラム法廷会議」は、内戦で荒廃していたモガディシオで大清掃運動を呼びかけ、都市を瓦礫の山の状態から幾分元通りにした。しかし法廷会議の急進派はシャリーアを厳格に守るよう住民に強要するなど、過激なイスラーム主義を実行した。その様子はアフガニスタンのターリバーンに類似すると言われ、音楽や欧米系の映画の鑑賞、女性のサッカー観戦を禁ずるなどの政策を採り、公開処刑を行うなど、人権侵害を欧米や周辺各国から指摘された。一方、アラブ連盟やその加盟諸国は比較的これらの政策に寛容であった。

### 攻防
暫定政府は南西ソマリアの都市バイドアに撤退して抗戦を続けていたが、法廷会議軍はバイドアを包囲、暫定政府は同市とその付近のみに支配領域を狭められた。これに対しアメリカやアフリカ連合（AU）は、法廷会議の行動はソマリア統一を妨害するものと認識する。すでに紛争は法廷会議をエリトリアが、暫定政府をエチオピアが支援する国際的なものとなっていた。
法廷会議はアフリカ連合軍の侵攻を防ぐためとして、2006年9月に南部の港湾都市キスマユを占領し、対立するケニアとの国境を封鎖した。エチオピア軍の支援を受けバイドアに立てこもる暫定政府側は、キスマユの奪還を宣言した。

### 支配の瓦解
2006年12月6日、国際連合安全保障理事会はソマリアへの国際平和維持部隊派遣を決定した。しかし、20日に法廷会議とエチオピア軍の間に起こった戦闘が激化。エチオピアは24日にこれまで認めていなかったソマリア派兵の事実を確認、同日ソマリアへの空爆を開始し、法廷会議との「戦争状態」を宣言した。28日にはエチオピア地上軍の侵攻を受け、法廷会議はモガディシオからキスマユに撤退、エチオピア側は戦闘で法廷会議側を約1000名殺害したと発表した。2007年1月1日には暫定政府軍とエチオピア軍がキスマユを攻撃すると、ほとんど抵抗することも無く、法廷会議は南部ケニア国境に敗走。暫定政府は北部のソマリランド自治区域を除き、ソマリア全土を掌握したと宣言、また残党の掃討は継続するとした。
ケニアでは法廷会議民兵が拘束されるなど、結束力が失われた可能性も示唆されたが、モガディシオに潜伏する指導部は、年始早々に日本の朝日新聞による潜入取材に応じた（1月6日朝刊掲載）。それによると、戦闘激化は一部部隊の強行によるもので、会議内に混乱があったこと、2000人の兵士と100台のテクニカルで応戦したが、戦闘機や戦車を持つエチオピア軍に歯が立たなかったことを公表した。また、兵士と武器のほとんどは温存されており、国民の不満が高まった頃合を見計らって、ゲリラ攻撃を仕掛けると発言している。

### ポスト法廷会議
1月5日から、法廷会議はラス・カンボニに駐留するエチオピア軍と暫定政府軍を攻撃したものの、航空攻撃など米軍の介入をうけ敗退し、その後構成員は地下に潜ることとなった。多くのメンバーは暫定政府高官の暗殺や軍補給部隊への攻撃、ロケット砲・迫撃砲などを使った一撃離脱戦法などで抵抗していたが、組織だった行動ができる少数のグループは、評議会議長アウェイスの舎弟ハシ・ファラーが幹部をつとめるイスラム過激派アル・シャバブへ合流する。一方、これまで法廷会議を支援していたエリトリアでは、9月になって構成員があらたにソマリア再解放同盟（ARS）を名乗り再出発した。
2008年8月には、暫定政府とソマリア再解放同盟が停戦協定を締結。しかしアウェイスら一部メンバーはこれに反発、最終的に再解放同盟は幹部会議長アフマドが率いる主流派（ジブチ派）と、アウェイスらの強硬派（エリトリア派）に分裂した。
2009年1月31日、ジブチでソマリア国会が開会され、ジブチ派のアフマドが大統領に選任された。これに対し、2008年末までにソマリア南部を支配下に置いたアル＝シャバブなどいくつかのイスラム過激派は、アフマドと暫定政府への攻撃続行を宣言した。また、このころ再解放同盟エリトリア派など4派が連合し、新勢力ヒズブル・イスラムを形成している。
過激派グループは2009年に入ってからソマリア全土で暫定政府へのテロや攻撃を繰り返し、5月には部隊がモガディシオに肉迫。さらに6月20日には、大統領官邸が反政府勢力に包囲されたとしてアフマドが非常事態宣言を発令するなど、法廷会議無き後もソマリアの状況は予断を許さない。